# Scottish Football League
Scottish Football League – organizator piłkarskich rozgrywek ligowych w Szkocji w latach 1890–2013. W sezonie 2012/2013 obejmował Scottish First Division, Scottish Second Division oraz Scottish Third Division. W lipcu 2013 doszło do połączenia Scottish Football League i Scottish Premier League, w wyniku którego utworzono Scottish Professional Football League, obejmujący cztery najwyższe klasy rozgrywkowe w Szkocji.
Od lipca 2007 liga działała pod nazwą Irn-Bru Scottish Football League czyli od czasu podpisania umowy sponsorskiej ze sponsorem, firmą A.G. Barr.

## Kluby założycielskie
Pierwsze rozgrywki Scottish League odbyły się w sezonie 1890/91. Klubami założycielskimi były:
- Abercorn
- Cambuslang
- Celtic F.C.
- Cowlairs
- Dumbarton
- Heart of Midlothian
- Rangers
- Renton
- St. Mirren
- Third Lanark
- Vale of Leven

Celtic oraz  Aberdeen nigdy nie były degradowane na niższy szczebel rozgrywek. W sezonie 2012/2013 drużyna Rangers została zdegradowana do najniższej klasy rozgrywkowej w Szkocji (Scottish Third Division). Zostało to spowodowane dużym zadłużeniem klubu z Ibrox Stadium.  Heart of Midlothian i St. Mirren grają obecnie pod skrzydłami Scottish Premier League. Dumbarton gra obecnie w Third Division (czwarty szczebel rozgrywek). Pozostałe kluby już nie istnieją lub wypadły poza system rozgrywek ligowych.